# Tungnaá
El Tungnaá es un río del sur de Islandia. Nace en la zona occidental del Vatnajökull hasta el lago Sultartangalón, donde se une con el Þjórsá. Ha sido empleado para producir electricidad a su paso por las centrales hidroeléctricas de Vatnsfell, Sigalda, Hrauneyjafoss y Sultartangi.